# Instinct (As Blood Runs Black)
Instinct è il secondo album in studio della band deathcore As Blood Runs Black, pubblicato il 15 marzo 2011 dalla Mediaskare Records.
L'unico membro rimasto dalla precedente formazione è il batterista Hector De Santiago "Leche".

## Crediti
- Sonik Garcia - canto
- Greg Kirkpatick - chitarra
- Dan Sugarman - chitarra
- Nick Stewart - basso
- Hector De Santiago "Leche" - batteria

## Tracce
1. Triumph – 0:40
2. Legacy – 3:34
3. Resist – 3:00
4. Angel City Gamble – 3:36
5. Reborn – 3:11
6. Tribulations – 1:47
7. Divided – 3:02
8. King of Thieves – 3:34
9. In Honor – 3:05
10. Echoes of an Era – 4:02
11. Instinct – 3:48

Durata totale: 33:19